# Plectorhinchus celebicus
Plectorhinchus celebicus és una espècie de peix de la família dels hemúlids i de l'ordre dels perciformes.

## Morfologia
Els mascles poden assolir els 49 cm de longitud total.

## Distribució geogràfica
Es troba des de les Moluques fins a Papua Nova Guinea, les Illes Ryukyu, la Gran Barrera de Corall i Belau (Micronèsia).